# Amedeo Varese
Amedeo Varese (* 2. Juli 1890 in Settimo Rottaro; † 4. Januar 1969 in Saluzzo) war ein italienischer Fußballspieler.

## Laufbahn
Der aus Settimo Rottaro unweit von Turin stammende Varese begann seine Karriere 1909 beim Casale FBC. In der Saison 1913/14 gewann er mit Casale die Italienischen Fußballmeisterschaft und war mit 23 Treffern bester Torschütze seiner Mannschaft. Zum 9:1-Gesamtergebnis nach Hin- und Rückspiel im Finale gegen Lazio Rom steuerte er drei Treffer bei. 1915/16, als wegen des Ersten Weltkrieges keine nationale Meisterschaft in Italien ausgespielt wurde, war Varese für den FC Modena aktiv
Im Jahr 1918 wechselte Varese zur AC Mailand, für die er am 16. Februar 1919 beim 5:2-Sieg gegen Lokalrivalen Inter sein Debüt gab. In der Saison 1919/20 war er unter Trainer Guido Moda Stammspieler und mit 24 Treffern in 18 Meisterschaftsspielen der Prima Categoria bester Torschütze seiner Mannschaft. In der folgenden Meisterschaftssaison gelangen Varese sechs Treffer in 15 Partien. Nach Saisonende verließ er Milan und spielte bis 1933 noch sporadisch für seinen Jugendverein Casale.
Im Trikot der Italienischen Nationalmannschaft absolvierte Varese zwischen 1913 und 1914 fünf Partien – allesamt Freundschaftsspiele, bei denen ihm kein Treffer gelang.
Varese starb 1969 im Alter von 78 Jahren in Saluzzo im Piemont. Er liegt in Cigliano begraben.

## Erfolge
- Italienischer Meister: 1913/14